# Мис Шмида
Мис Шмида (на руски: Мыс Шмидта; букв. Нос Шмид) е селище от градски тип в Юлтински район, Чукотски автономен окръг, Русия. Разположено е на брега на Чукотско море, на 5 km югоизточно от едноименния нос. Към 2015 г. населението му е 166 души.

## История
Селището е основано през 1931 г. във връзка с усвояването на северните морски пътища. Наречено е в памет на руския изследовател Ото Шмид. През 1936 г. е построена хидрометеорологическа станция. През 1962 г. получава статут на селище от градски тип. В периода 1973 – 2008 г. е административен център на Шмидовски район, който след това е включен в състава на Юлтински район.

## Население
| 1970 | 1979 | 1989 | 2002 | 2009 | 2010 | 2012 |
| ---- | ---- | ---- | ---- | ---- | ---- | ---- |
| 1818 | 3307 | 4587 | 705  | 492  | 492  | 412  |
| 2013 | 2014 | 2015 |      |      |      |      |
| 324  | 238  | 166  |      |      |      |      |

## Климат
Средната годишна температура в Мис Шмида е -11.4 °C, а средното количество годишни валежи е около 287 mm.
| Климатични данни за Мис Шмида      | Климатични данни за Мис Шмида | Климатични данни за Мис Шмида | Климатични данни за Мис Шмида | Климатични данни за Мис Шмида | Климатични данни за Мис Шмида | Климатични данни за Мис Шмида | Климатични данни за Мис Шмида | Климатични данни за Мис Шмида | Климатични данни за Мис Шмида | Климатични данни за Мис Шмида | Климатични данни за Мис Шмида | Климатични данни за Мис Шмида | Климатични данни за Мис Шмида |
| Месеци                             | яну.                          | фев.                          | март                          | апр.                          | май                           | юни                           | юли                           | авг.                          | сеп.                          | окт.                          | ное.                          | дек.                          | Годишно                       |
| Средни максимални температури (°C) | −23                           | −22,6                         | −19,2                         | −12,7                         | −1,7                          | 6,1                           | 9,1                           | 7,5                           | 3,2                           | −4,4                          | −12                           | −19,8                         |                               |
| Средни температури (°C)            | −25,1                         | −26,7                         | −24,6                         | −17,8                         | −6,2                          | 1,8                           | 4,3                           | 3,4                           | 0,1                           | −7,8                          | −15,9                         | −23,1                         |                               |
| Средни минимални температури (°C)  | −29,4                         | −29,4                         | −27,3                         | −21,2                         | −7,8                          | −0,1                          | 2,3                           | 1,8                           | −1,5                          | −10,1                         | −18,5                         | −25,6                         |                               |
| Средни месечни валежи (mm)         | 21                            | 15                            | 12                            | 11                            | 14                            | 17                            | 33                            | 40                            | 34                            | 32                            | 32                            | 20                            |                               |
| ---------------------------------- | ----------------------------- | ----------------------------- | ----------------------------- | ----------------------------- | ----------------------------- | ----------------------------- | ----------------------------- | ----------------------------- | ----------------------------- | ----------------------------- | ----------------------------- | ----------------------------- | ----------------------------- |
| Източник: WorldWeather             |                               |                               |                               |                               |                               |                               |                               |                               |                               |                               |                               |                               |                               |

## Икономика
Основният отрасъл е риболовът. Селището играе и важна роля като транспортен център на златодобива в Чукотка. Мис Шмида разполага с пристанище, функциониращо от юли до септември, както и с летище. До селището не стигат асфалтирани пътища.